# Петро Волошин
Петро Волошин (16?? — 17??) — український політичний діяч, дипломат часів Гетьмана Івана Мазепи.

## Життєпис
Проходив службу у Прилуцькому полку козаком, його рідня опинилася у козацькому середовищі за правління Івана Самойловича після подій 1674 року, коли багато найманців, козаків, мешканців правобережних містечок перейшли на Лівобережжя. Петро Волошин володів татарською і молдавською мовами, користувався довір'ям як у прилуцького полковника Дмитра Горленка, так і гетьмана, який неодноразово залучав його до виконання секретних дипломатичних місій. Влітку 1693 року Іван Мазепа відрядив Петра Волошина до Криму з листами до кримського хана. Цікаво, що у Перекопі він ніби «оброніл» царське послання «і іщєт». Втрата листів була вигідна гетьману України Івану Мазепі, аби Крим та Москва не домовились.
У листопаді 1693 року Волошин повернувся з відрядження.
У 1695—1696 рр. гетьман відправив його «для вивідання вістей до волоського господаря Константина Дуки». Петро Волошин, як сповіщав Самійло Величко у літопису, був затриманий у ханського гетьмана, «Стецикового брата» і ніби «втік до Ясс».
26 листопада 1696 року Іван Мазепа відправив Петра Волошина до царя, аби його посланець детальніше оповів про ситуацію на Волощині, та в Яссах.